# Железнодорожный транспорт в Индии
Железнодорожный транспорт — один из видов транспорта в Индии. Общая длина сети дорог — 63 140 километров (в 1951 году 55 тысяч), и занимает четвёртое место в мире по этому параметру. В год железные дороги в Индии перевозят около 6 миллиардов людей и 350 миллионов тонн грузов. Владельцем практически всей индустрии железнодорожных перевозок является государственная компания Indian Railways, под управлением Министерства железных дорог Индии. Индийские железные дороги обслуживают более 1,6 миллиона служащих.
Первые планы о создании в Индии системы железных дорог были заявлены в 1832 году. Первая линия была экспериментальной и проходила рядом с Чинтадрипет Бридж, ныне располагающимся в Ченнаи. Было это в 1836 году в соответствии со статьёй в «Madras Gazette» от 4 мая 1836 года. По ней передвигалась небольшая гружёная тележка. В 1837 году была построена 3,5 км линия от Ред Хилл до каменоломен на возвышенности Сент-Маунт.
Впервые железные дороги в Индии появились в 1853 году, и ко времени получения независимости в 1947 году сеть железных дорог выросла до сорока двух станций. В 1951 году вся система была национализирована. Локомотивы, произведённые в Индии, помечаются кодом, указывающим на их тип, мощность и скорость.
В Нью-Дели находится Национальный железнодорожный музей.
Железные дороги Индии имеют стыкование с железными дорогами Пакистана, Непала и Бангладеш, с которыми у Индии единая колея 1676 мм. В Шри-Ланке такая же колея, сообщение возможно с помощью парома.
Индия является мировым лидером по числу железнодорожных аварий. Ежегодно на железных дорогах страны фиксируется около 300 серьёзных аварий и несчастных случаев. Согласно статистике, с 1995 по 2005 годы в железнодорожных катастрофах в Индии погибли более 4000 человек.
В железнодорожном транспорте Индии используются различные несовместимые между собою ширины колеи:
- Индийская колея — 1676 мм — 55,5 % от общей протяжённости линий;
- Метровая колея — 1000 мм — 17 000 км, в том числе Горная железная дорога Нилгири;
- Железная дорога Калка-Шимла — 762 мм;
- Дарджилингская Гималайская железная дорога — 610 мм.

Ранее узкоколейные железные дороги составляли до половины всей сети, многочисленные станции стыкования по всей стране затрудняли перевозки. С начала 1990-х годов ведётся перешивка дорог узкой колеи на широкую в рамках стандартизации.
В 2017 г. совместно с Японией в Индии начато строительство высокоскоростной железнодорожной магистрали протяженностью 500 км между Мумбаи и западным городом Ахмадабад с запланированной максимальной скоростью пассажирских поездов 320 км / ч (200 миль / ч). Новые высокоскоростные железнодорожные линии с японской технологией будут иметь стандартную Европейскую колею — 1435 мм<.